# Любимов, Дмитрий Петрович
Дмитрий Петрович Любимов (17 июня 1914, Ключи, Вятская губерния — 17 января 1995, Смоленск) — генерал-майор Советской Армии, участник Великой Отечественной войны.

## Биография
Дмитрий Любимов родился 17 июня 1914 года в деревне Ключи (в последующем — Кырчанского, ныне — Немского района Кировской области). Окончил начальную школу, затем учился в Свердловском индустриальном институте. В 1938 году Любимов был призван на службу в Рабоче-крестьянскую Красную Армию. В 1940 году он окончил Военно-воздушную инженерную академию имени Н. Е. Жуковского. Участвовал в боях Великой Отечественной войны, закончил её дивизионным инженером.
В послевоенное время Любимов продолжал службу на инженерных должностях в авиационных частях. С конца 1959 года он служил главным инженером 50-й ракетной армии, дислоцированной в Смоленске. В 1974 году в звании генерал-майора Любимов вышел в отставку. Умер 17 января 1995 года, похоронен на Аллее Почёта Нового кладбища Смоленска.
Был награждён орденами Ленина, Красного Знамени, Отечественной войны 1-й степени и Красной Звезды, рядом медалей.